# Ronde van Italië 2025/Eenentwintigste etappe
De eenentwintigste etappe van de Ronde van Italië 2025 vond plaats op 1 juni. Het criterium van 143 km naar en in hoofdstad Rome is zo goed als biljartvlak. Zoals verwacht draaide de etappe uit op een peloton spurt die werd gewonnen door de Nederlander Olav Kooij voor Kaden Groves en Matteo Moschetti. De Brit Simon Yates is de eindwinnaar van de 108e Giro d'Italia.

## Parcours
De laatste etappe was hetzelfde als vorig jaar, met een omweg naar de kust in Ostia, de havenstad van Rome. Alleen lag de start nu op een andere plaats, namelijk in Vaticaanstad om de nieuwe Paus Leo XIV met de koers kennis te laten maken. Vanuit Ostia weer terug naar Rome voor 8 lokale rondes van 9,5 km in het stadscentrum van Rome.

## Koersverloop
Een bezoek aan Vaticaanstad hield het peloton voor de gelegenheid ook halt bij Paus Leo XIV, die alle renners zijn zegen gaf. Voor vele renners misschien het hoogtepunt van de rit, want de slotrit was meer een toeristenrit. Enkele ontsnappingen waren tevergeefs, want de spurtersploegen hielden de vluchters in het vizier en in het laatste lokale rondje was als opnieuw samen waardoor de spurtersploegen de snelheid heel hoog hielden. 
Edoardo Affini nam het grootste deel van de laatste kilometer voor zijn rekening met een lange beurt, daarna nam Wout van Aert  kort maar krachtig de sprint in. Daarna was het aan Olav Kooij om het eenvoudig af te maken, voor Kaden Groves en Matteo Moschetti.

## Uitslagen
| Rome – Rome (141 km) |                   |                               |          |
| Plaats               | Naam              | Ploeg                         | tijd     |
| Winnaar              | Olav Kooij        | Team Visma-Lease a Bike       | 3u12'19" |
| 2                    | Kaden Groves      | Alpecin-Deceuninck            | z.t.     |
| 3                    | Matteo Moschetti  | Q36.5 Pro Cycling Team        | z.t.     |
| 4                    | Mads Pedersen     | Lidl-Trek                     | z.t.     |
| 5                    | Luke Lamperti     | Soudal Quick-Step             | z.t.     |
| 6                    | Max Kanter        | XDS Astana Team               | z.t.     |
| 7                    | Filippo Baroncini | UAE Team Emirates-XRG         | z.t.     |
| 8                    | Orluis Aular      | Movistar Team                 | z.t.     |
| 9                    | Enrico Zanoncello | VF Group-Bardiani CSF-Faizanè | z.t.     |
| 10                   | Giovanni Lonardi  | Team Polti VisitMalta         | z.t.     |
|                      |                   |                               |          |
| 13                   | Gerben Thijssen   | Intermarché-Wanty             | z.t.     |

| Algemeen klassement |                   |                         |            |
| Plaats              | Naam              | Ploeg                   | Tijd       |
| Roze trui           | Simon Yates       | Team Visma-Lease a Bike | 82u31'01"  |
| 2                   | Isaac del Toro    | UAE Team Emirates-XRG   | + 3'56"    |
| 3                   | Richard Carapaz   | EF Education-EasyPost   | + 4'43"    |
| 4                   | Derek Gee         | Israel-Premier Tech     | + 6'23"    |
| 5                   | Damiano Caruso    | Bahrain Victorious      | + 7'32"    |
| 6                   | Giulio Pellizzari | Red Bull-BORA-hansgrohe | + 9'28"    |
| 7                   | Egan Bernal       | INEOS Grenadiers        | + 12'42"   |
| 8                   | Einer Rubio       | Movistar Team           | + 13'05"   |
| 9                   | Brandon McNulty   | UAE Team Emirates-XRG   | + 13'36"   |
| 10                  | Michael Storer    | Tudor Pro Cycling Team  | + 14'27"   |
|                     |                   |                         |            |
| 29                  | Thymen Arensman   | INEOS Grenadiers        | + 1u34'54" |
| 71                  | Sylvain Moniquet  | Cofidis                 | + 3u15'13" |

1e etappe ·
2e etappe ·
3e etappe ·
4e etappe ·
5e etappe ·
6e etappe ·
7e etappe ·
8e etappe ·
9e etappe ·
10e etappe ·
11e etappe ·
12e etappe ·
13e etappe ·
14e etappe ·
15e etappe ·
16e etappe ·
17e etappe ·
18e etappe ·
19e etappe ·
20e etappe ·
21e etappe
Startlijst · Eindstanden · Afbeeldingen